# 福徳寺 (飯能市)
福徳寺（ふくとくじ）は、埼玉県飯能市大字虎秀にある臨済宗建長寺派の寺院。阿弥陀堂は1949年2月18日に重要文化財に指定されている。山号は楊秀山。武蔵野三十三観音霊場三十番札所。

## 歴史
平安時代の建暦2年（1212年）宝山禅師の開山で創建されたとされている。徳川家康が慶安2年（1649年）に関東に入国した際には御朱印状を受領している。

## 阿弥陀堂
建立年代は不明であるが鎌倉時代後期の建築と考えられ、埼玉県内で最古の建築物である。
昭和30年代の修復で茅葺屋根が銅板葺に戻された。国指定重要文化財に指定されている。
和様で埼玉県内最古の建築として知られる。

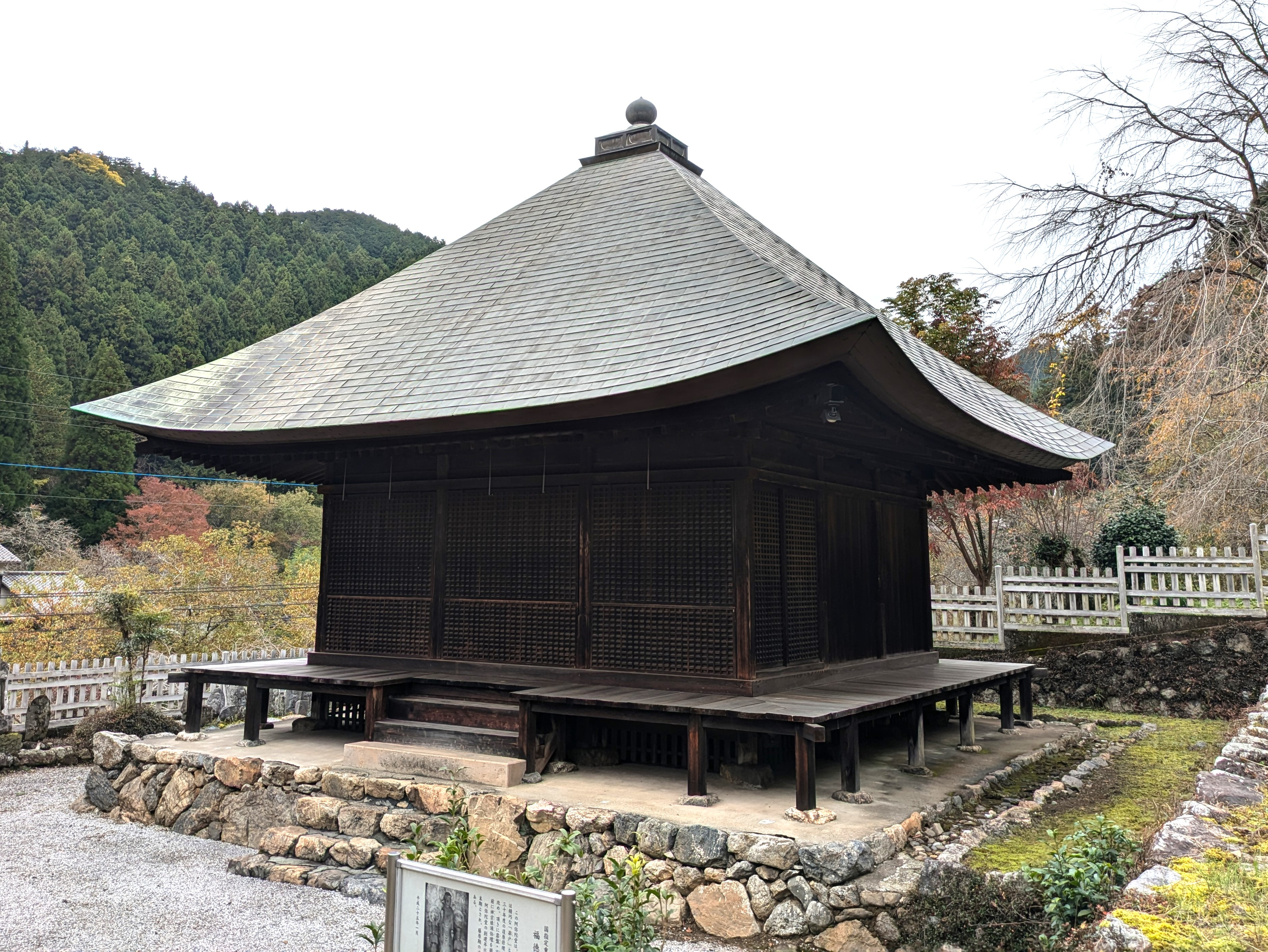
阿弥陀堂

## 行事
降誕会 花まつり　4月15日
阿弥陀堂御開扉　11月14日

## アクセス
西武池袋線の東吾野駅から徒歩で１５分。